# 通訳技能向上センター
通訳技能向上センター （つうやくぎのうこうじょうせんたー、正式名称：特定非営利活動法人 通訳技能向上センター、英語名称：英: Center for the Advancement of Interpreting Skills、頭字語：CAIS（カイス））は、通訳業界全体の発展に貢献するために設立された特定非営利活動法人である。

## 概要
通訳技能向上センターは、通訳者や通訳を目指す人、また、通訳サービスを受ける人(もしくは団体)のサポートを目的としたNPO法人である。2004年11月に通訳・翻訳業やその人材育成等を主業務とする株式会社サイマル・インターナショナルのメンバーが中心となって設立された。理事長は日本の同時通訳の草分けとして知られる小松達也。理事は鳥飼玖美子、かく地茂ら。
主な活動としては、ビジネス通訳検定（TOBIS）、および通訳技能向上や専門知識習得のための研修・セミナーがある。
ビジネス通訳検定（TOBIS）ビジネス現場での通訳技能を判定するための検定。毎年12月に実施される。試験内容は「筆記・逐次通訳試験」と「同時通訳試験」があり、1級～4級までを判定する。
主な研修・セミナー
- 「同時通訳研修」
- 「ウィスパー通訳研修」
- 「逐次通訳研修」
- 「ボイストレーニング研修」
- 「英語発音矯正講座」
- 「金融セミナー」
- 「ビジネス知識セミナー」	等